# 箬竹
箬竹（学名：Indocalamus tessellatus）也称长鞘茶竿竹，为禾本科箬竹属下的一个种。生长在山坡路旁。海拔300-1400米。产浙江西天目山、衢县和湖南零陵阳明山。